# Barinas flava
Barinas flava – gatunek kosarza z podrzędu Laniatores i rodziny Agoristenidae..

## Występowanie
Gatunek wykazany z Wenezueli.